# Omniva
Omniva (ранее Eesti Post — Ээсти Пост; в переводе с эст. — «Эстонская почта») — государственное акционерное общество Эстонии, оказывающее услуги связи на территории республики. Основано 10 апреля 1991 года. Со 2 июня 2014 года Eesti Post начала использовать новое международное название Omniva.

## История
Почтовое обслуживание в Эстонии на государственном уровне берёт своё начало в 1636 году, с момента создания в Швеции государственной почтовой системы. Непосредственно в Эстонию и Ливонию данная система пришла с указом королевы Кристины, при её правлении в 1638 году. До 1917 года на территории нынешней Эстонии действовало 157 почтовых отделений и, кроме того, три государственные телефонные станции.
25 февраля 1918 года немецкие оккупационные войска заняли Таллинскую почтовую контору и ликвидировали существовавшую почтовую систему. Первые эстонские почтовые марки поступили в продажу после принятия независимости республики — 22 ноября 1918 года (номиналом в 5 копеек, с цветочным узором) и 30 ноября (15 копеек, также с цветочным узором).

Прежний логотип компании

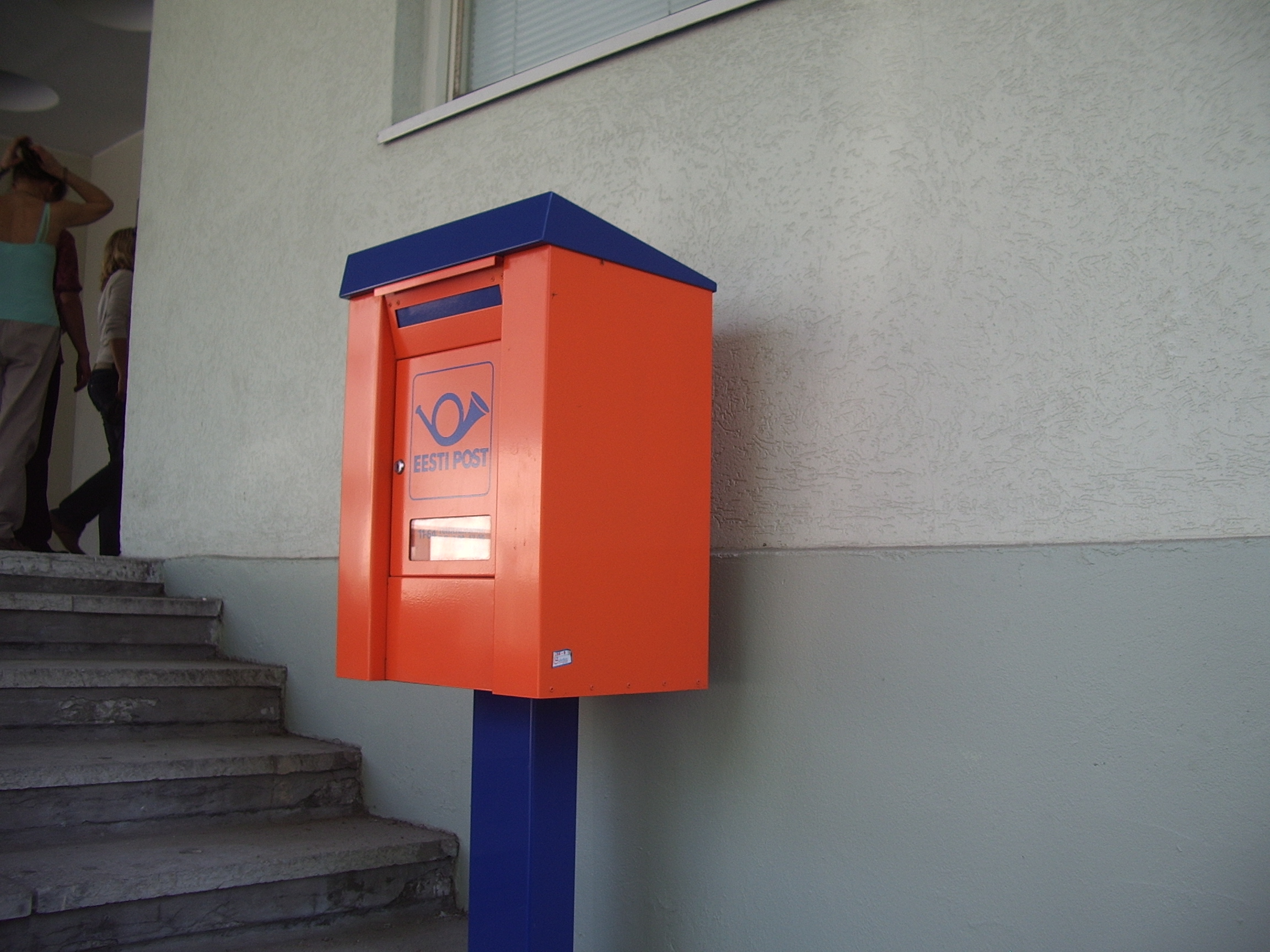
Почтовый ящик Eesti Post в Пярну

В период Эстонской Советской Социалистической Республики почтовая служба республики была частью общесоюзной почтовой системы. С 10 апреля 1991 года почтовое обслуживание в Эстонии осуществляет государственное предприятие Eesti Post.

## Современность
Форма собственности предприятия в виде государственного акционерного общества обозначает, что 100 % акций находится во владении государства. До переименования в 2014 году концерну Eesti Post принадлежат основное предприятие AS Eesti Post и дочернее предприятие AS Eesti Elektronpost, где участие AS Eesti Post составляет 50,86 %.
Omniva (ранее AS Eesti Post) является членом европейской почтовой организации PostEurop (1994), Балтийского почтового союза (1994). Эстонская Республика также является членом Всемирного почтового союза, в который вступила в 1922 году, а спустя 70 лет, в 1992 году, в связи с вновь обретённой независимостью, восстановила своё членство в данной организации.

## Штаб-квартира
Управление предприятия расположено по адресу:

Pallasti 28, 10001 Tallinn, Estonia